# 우미노 지카
우미노 치카(羽海野チカ, 8월 30일 ~ )는 일본 도쿄도 아다치구 출신의 일본의 여성 만화가이다.
고등학교 때 만화가로 데뷔. 졸업과 동시에 디자인 회사에 취직해 디자이너, 일러스트레이터를 하다 본격적으로 만화를 그리기 시작하며, 만화 〈슬램덩크〉, 다카무라 카오루 작품등의 2차 창작의 동인 활동도 하고 있었다.
대표작은 미대를 무대로 한 〈허니와 클로버〉이며, 2003년 동작품으로 제 27회 코단샤 만화상을 수상. 덧붙여서 작자 본인은 미대에 다니지 않았다. 그리고 허니와 클로버 후기에도 있듯이 〈해리포터 시리즈〉와 미야자키 하야오 애니메이션을 좋아하고 스스로를 매니아로 칭한다. 그 때문에 자신의 이상의 여성상에 〈기동경찰 패트레이버〉의 나구모 시노부를 두고 있다.
펜 네임은 작품 〈바다 근처의 유원지(海の近くの遊園地우미노치카쿠노유우엔치)〉에서 생각해 낸 것이다.

## 작품 목록

### 만화
- 허니와 클로버 / ハチミツとクローバー
- 하늘의 작은 새 / 空の小鳥 허니와 클로버 10권에 수록
- 별의 오페라 / 星のオペラ 허니와 클로버 10권에 수록
- 3월의 라이온 / 3月のライオン

### 애니메이션
- 동쪽의 에덴 캐릭터 원안